# جيف سميث (سياسي أمريكي)
جيف سميث (بالإنجليزية: Jeff Smith)‏ هو سياسي أمريكي، ولد في 15 مارس 1955 في يو كلير في الولايات المتحدة. حزبياً، نشط في الحزب الديمقراطي. وقد انتخب عضو جمعية ولاية ويسكونسن (2006 – 2010).